# Alchemilla jaroschenkoi
Alchemilla jaroschenkoi é uma espécie de rosácea do gênero Alchemilla, pertencente à família Rosaceae.